# أل ليرنر
أل ليرنر (بالإنجليزية: Al Lerner)‏ هو ضابط أمريكي، ولد في 8 مايو 1933 في نيويورك في الولايات المتحدة، وتوفي في 2 أكتوبر 2002 في كليفلاند في الولايات المتحدة.

## وصلات خارجية
- أل ليرنر على موقع الموسوعة البريطانية (الإنجليزية)
- أل ليرنر على موقع إن إن دي بي (الإنجليزية)